# Marostica
Marostica je středověké opevněné italské město v provincii Vicenza v oblasti Benátsko. K 31. prosinci 2011 zde žilo 13 880 obyvatel.

## "Partita a Scacchi"
Město je známé svou slavností, při které se hrají "živé šachy" na místním náměstí a místo šachových figurek jsou zde rozestavěni živí lidé. Slavnost se koná vždy jeden víkend v září, každý sudý rok. Poprvé se hrála v roce 1454 a dnes se do ní zapojuje až pět set zájemců. Na hru lze zakoupit místo k sezení, kterých bývá na náměstí vytvořeno až 4000.

## Pamětihodnosti
Hradby města vystavěli v roce 1370 Scaligeriové. Z ochranného valu vedoucího z Castello Inferiore (dolní hrad), dnes radnice, ke Castello Superiore (horní hrad) je krásný rozhled. Na dolním hradě jsou vystavěny kostýmy účastníků turnaje v šachách.

## Sousední obce
Bassano del Grappa, Conco, Lusiana, Mason Vicentino, Molvena, Nove, Pianezze, Salcedo, Schiavon

## Partnerská města
- São Bernardo do Campo - Brazílie
- Tendo - Japonsko
- Mignano Monte Lungo - Itálie
- Montigny-le-Bretonneux - Francie